# Moca (Dominikana)
Moca – miasto w Dominikanie; stolica prowincji Espaillat. W 2010 roku liczba mieszkańców wyniosła 92 376.